# Álgebra simples central
Em teoria de anéis e áreas relacionadas da álgebra, uma álgebra simples central (ASC) sobre um corpo {\displaystyle \scriptstyle \mathbb {K} } é uma álgebra associativa de dimensão finita A, que é um álgebra simples cujo centro é precisamente {\displaystyle \scriptstyle \mathbb {K} }. Em outras palavras, qualquer álgebra simples é uma álgebra central simples sobre seu centro.